# Oscar Almgren (politiker)
Oscar Mauritz Almgren (i riksdagen kallad Almgren i Stockholm), född 14 augusti 1842 i Stockholm, död 27 mars 1910 i Stockholm, var en svensk grosshandlare och riksdagspolitiker.

## Biografi
Almgren var ledamot av riksdagens första kammare 1890–1910. Han var till yrket grosshandlare sedan han hade övertagit sin faders firma vid dennes bortgång 1884, KA Almgrens sidenväveri med verksamhet Stockholm.
Almgren var stadsfullmäktig i Stockholm från 1879 och under många år ledamot av stadsfullmäktiges beredningsutskott. Han valdes i april 1890 till ledamot av första kammaren och som sådan var han närvarande vid alla efterföljande riksdagar. I motsats till fadern var han en av handels- och näringsfrihetens varmaste anhängare, där han såg som sin uppgift att ta striden mot protektionisterna. Genom sina klara och sakliga inlägg vann han även motståndarnas erkännande. I rent politiska frågor var Almgren moderat-konservativ. Han var 1898 ledamot av bankoutskottet och 1882–1884 av firmalagskommittén. Han var en av initiativtagarna bakom Stockholms handelskammare som grundades 1902. Han var ordförande i styrelsen för Stockholms Södra Spårvägs AB 1888 och 1899–1905.

### Familj
Oscar Almgren var son till industrimannen, politikern och Handelsbankens grundare Knut Almgren samt far till Oscar Almgren, Sveriges första professor i skandinavisk och komparativ arkeologi.